# Eretmapodites oedipodeios
Eretmapodites oedipodeios är en tvåvingeart som beskrevs av Graham 1909. Eretmapodites oedipodeios ingår i släktet Eretmapodites och familjen stickmyggor. Inga underarter finns listade i Catalogue of Life.